# Azetidina
L'azetidina (o azitidina) è un composto organico eterociclico. A temperatura ambiente si presenta come un liquido incolore.
In istologia si usa in un sistema in vitro per produrre in maniera artificiale un decremento nella produzione del collagene fino a valori pari all'80%.